# Новеллы любви (балет)
«Новеллы любви» («Вальсы Равеля») — одноактный балет на музыку «Благородных и сентиментальных вальсов» (1912) Мориса Равеля. Либретто и постановка Леонида Якобсона.

## Сценическая жизнь

### Ленинградский театр оперы и балета имени С. М. Кирова
Премьера прошла 12 июля 1963 года
Балетмейстер-постановщик Леонид Якобсон, художник по костюмам Татьяна Бруни, дирижёр-постановщик Юрий Гамалей
Номера и исполнители
- 1-й вальс — Нинель Кургапкина и Борис Брегвадзе
- 2-й вальс — Наталия Макарова и Геннадий Селюцкий, (затем Наталья Большакова)
- 3-й вальс — Людмила Савельева, Наталья Аподиакос и Виталий Афанасков, (затем В. Клевщинская и Н. Лифлянд)
- 4-й вальс — Инна Зубковская и Святослав Кузнецов
- 5-й вальс — Маргарита Алфимова и Валентин Оношко
- 6-й вальс — Алла Осипенко и Игорь Уксусников
- 7-й вальс — Наталия Макарова, Анатолий Нисневич и Геннадий Селюцкий, (затем Наталья Большакова)
- 8-й вальс — Геннадий Селюцкий и все участники

Спектакль прошёл 6 раз, последнее представление в 1967 году.